# Shaun Bownes
Shaun Bownes (né le 24 octobre 1970 à Johannesbourg) est un athlète sud-africain spécialiste du 110 m haies.
Il s'est illustré en remportant deux médailles d'or lors des Championnats d'Afrique d'athlétisme 1998 et 2002, ainsi qu'un titre lors des Jeux du Commonwealth 2002 où il devance le Britannique Colin Jackson.
En 2001, il termine troisième de la finale du 60 m haies des Championnats du monde en salle de Lisbonne, derrière l'Américain Terrence Trammell et le Cubain Anier García.
Son record personnel de 13 s 26 sur 110 m haies, réalisé le 14 juillet 2001 à Heusden, a constitué le record d'Afrique de la discipline.

## Palmarès

### Championnats du monde en salle
- Championnats du monde en salle 2001 à Lisbonne :
  -  Médaille de bronze du 60 m haies

### Championnats d'Afrique
- Championnats d'Afrique d'athlétisme 1998 à Dakar :
  -  Médaille d'or du 110 m haies
- Championnats d'Afrique d'athlétisme 2002 à Radès :
  -  Médaille d'or du 110 m haies

### Jeux du Commonwealth
- Jeux du Commonwealth de 1998 à Kuala Lumpur :
  -  Médaille de bronze du 110 m haies
- Jeux du Commonwealth de 2002 à Manchester :
  -  Médaille d'or du 110 m haies